# 韦秋香
韦秋香（1986年2月15日—），出生于广西柳江，中国國家女子手球队运动员，场上司职攻击型右边锋，技术出色。

## 簡歷
2010年11月，韦秋香代表中國出戰廣州亞運會，參加女子手球比賽項目，奪得金牌。